# Davide Ballerini
Davide Ballerini (Cantù, 21 de septiembre de 1994) es un ciclista italiano miembro del equipo XDS Astana Team.

## Palmarés
2014
- 1 etapa del An Post Rás

2015
- Coppa San Geo

2018
- Premio de la combatividad del Giro de Italia
- 1 etapa del Tour de Sibiu[2]
- Memorial Marco Pantani
- Trofeo Matteotti

2019
- Juegos Europeos en Ruta

2020
- 1 etapa del Tour de Polonia
- 2.º en el Campeonato de Italia en Ruta

2021
- 2 etapas del Tour La Provence
- Omloop Het Nieuwsblad

2022
- 1 etapa del Tour de Valonia
- Coppa Bernocchi

## Resultados en Grandes Vueltas y Campeonatos del Mundo
| Carrera         | Carrera         | 2014 | 2015 | 2016 | 2017 | 2018 | 2019 | 2020 | 2021  | 2022 | 2023 | 2024  | 2025  |
| --------------- | --------------- | ---- | ---- | ---- | ---- | ---- | ---- | ---- | ----- | ---- | ---- | ----- | ----- |
|                 | Giro de Italia  | —    | —    | —    | —    | 68.º | —    | 72.º | —     | 99.º | Ab.  | 70.º  | —     |
|                 | Tour de Francia | —    | —    | —    | —    | —    | —    | —    | 108.º | —    | —    | 140.º | 135.º |
|                 | Vuelta a España | —    | —    | —    | —    | —    | —    | —    | —     | —    | —    | —     | —     |
| Mundial en Ruta | Mundial en Ruta | —    | —    | —    | —    | —    | —    | —    | Ab.   | 63.º | —    | —     | —     |

—: no participa

Ab.: abandono